# Гидрофосфит лития
Гидрофосфи́т ли́тия — неорганическое соединение,
кислая соль лития и фосфористой кислоты с формулой LiHPHO3,
бесцветные кристаллы,
растворяется в воде.

## Получение
- Реакция карбоната лития и фосфористой кислоты:

{\displaystyle {\mathsf {Li_{2}CO_{3}+2H_{2}PHO_{3}\ {\xrightarrow {}}\ 2LiHPHO_{3}+CO_{2}\uparrow +H_{2}O}}}

## Физические свойства
Гидрофосфит лития образует бесцветные кристаллы ромбической сингонии, пространственная группа P 21nb, параметры ячейки a = 0,5169 нм, b = 1,1024 нм, c = 0,5060 нм, Z = 4.
Растворяется в воде.

## Химические свойства
- При нагревании образует пирофосфит лития:

{\displaystyle {\mathsf {2LiHPHO_{3}\ {\xrightarrow {160-165^{o}C}}\ Li_{2}P_{2}H_{2}O_{5}+H_{2}O}}}